# Dion Casio
Lucio Casio Dion (en griego: Λούτσος Δίων Κάσσιος; en latín: Lucius Cassius Dio; c. 155-d. 235), conocido en español como Dion Casio, fue un político, militar e historiador romano de época severa que alcanzó las más altas magistraturas del Estado y fue honrado con un segundo consulado en el año 229 con el emperador Alejandro Severo. Escribió una historia de Roma desde los orígenes hasta su tiempo que ha llegado parcialmente a la actualidad.

## Biografía
Nació en Nicea, ciudad ubicada en la Provincia romana de Bitinia y Ponto (actual Iznik), en la península de Anatolia, actual Turquía. Pertenecía a una gran familia senatorial, pues era hijo del influyente patricio Casio Aproniano, cónsul en 191, senador y gobernador de varias provincias, y descendía por parte materna de Dion de Prusa. Su nombre completo quizá fuera Lucio Casio Dion. El nombre de Cocceianus quizá fuese añadido en época bizantina, debido a una confusión con Dion Crisóstomo.
Siguió una exitosa carrera senatorial, rango que obtuvo bajo el emperador Cómodo. Ocupó sucesivamente los cargo de pretor en 194, consul suffectus en 204 o 205, curator de Pérgamo y Esmirna alrededor de los años 217 y 218, procónsul de África hacia el año 222, legatus Augusti pro praetore de Dalmacia y Panonia Superior bajo Alejandro Severo y cónsul ordinario en el año 229. En 235 renunció a la vida pública y se retiró a Nicea para proseguir allí sus estudios.
Dion vivió una época turbulenta. Tanto él como sus compañeros senatoriales se amedrentaron ante la tiranía de los emperadores y lamentaron la ascensión al trono de una serie de hombres a los que consideraban unos simples arribistas y en Pannonia tuvo que enfrentarse a la indisciplina militar. Todas esas experiencias fueron evocadas en el relato que hace de su propia época y tuvieron mucho que ver en la idea que se hizo de los tiempos pretéritos.[cita requerida]

## Obra

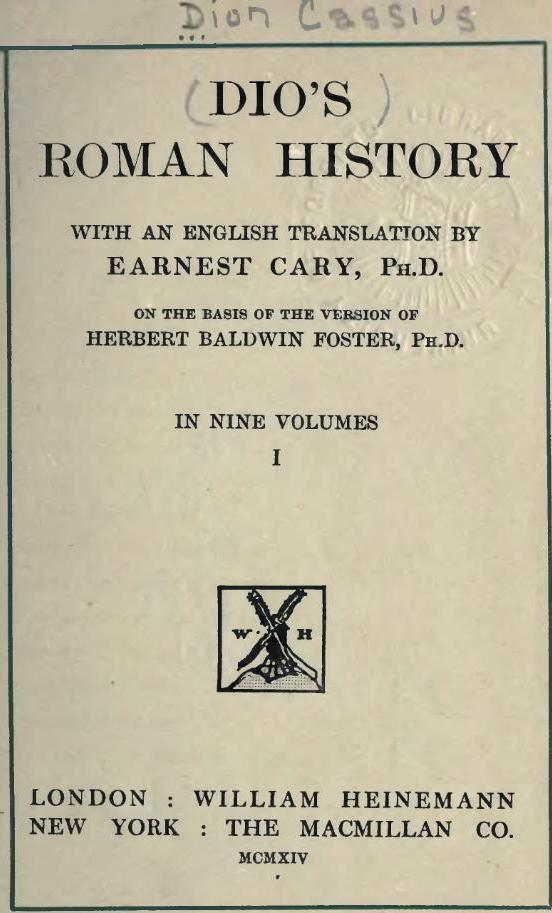
Historia romana

Su obra más renombrada es Historia romana (en griego, Ρωμαϊκή Ιστορία), escrita en griego, que abarca cerca de mil años de historia, desde la fundación de la ciudad en 753 a. C. hasta el año 229. Consta de ochenta libros, muchos de los cuales han llegado hasta la actualidad en resúmenes de Zonaras y Xifilino de época bizantina. Es, junto con Herodiano, el escritor más importante de los siglos II y III, pero su obra siempre se ha visto envuelta en la polémica. Muchos lo tildan de «mentiroso». En cierto modo tienen razón. Al ser senador, no veía con buenos ojos la ascensión al poder que tenían los équites, que serían, desempeñando la función de prefecto del Pretorio, los que en muchas ocasiones llegarían a tener el auténtico poder en Roma, en contraposición con el Senado, que queda apartado a un segundo plano, más como algo representativo que como un poder fáctico.
Por ese motivo, en muchos de sus relatos sobre emperadores, sobre todo en la dinastía Severa, lleva la contraria a dichos emperadores. Por ejemplo, en lo referente a la Constitutio Antoniniana, promulgada por Caracalla en torno a 215, arremetió contra el emperador por conceder la ciudadanía romana a todos los habitantes del imperio, a excepción de los esclavos, pero algunas páginas más adelante él mismo apoya la decisión de dar dicha ciudadanía.
La fecha de composición de la Historia romana, obra para cuya composición empleó diez años en recoger material sobre acontecimientos anteriores a la muerte de Severo (211) y otros doce en redactarla, es polémica, pero, siguiendo al propio Dion, la más lógica es la de 202. Su ausencia de Italia le impidió continuar con los sucesos posteriores a la muerte de Severo y solamente pudo resumir el reinado de Alejandro Severo. Concluyó la obra con el relato de su propia salida de la vida pública.
Dion también cuenta (LXXII, 23) que, tras una breve obra sobre los sueños y portentos que presagiaron la ascensión al trono imperial de Septimio Severo, emprendió la redacción primero de una historia de las guerras desencadenadas tras la muerte de Cómodo y después la de la historia de Roma, pero no se conserva ninguna de sus primeras obras ni de los tratados históricos que le atribuye la Suda (léxico bizantino).

## Traducciones al español
- Dion Casio. Historia Romana. Obra completa. Madrid: Editorial Gredos. ISBN 9788424927271.

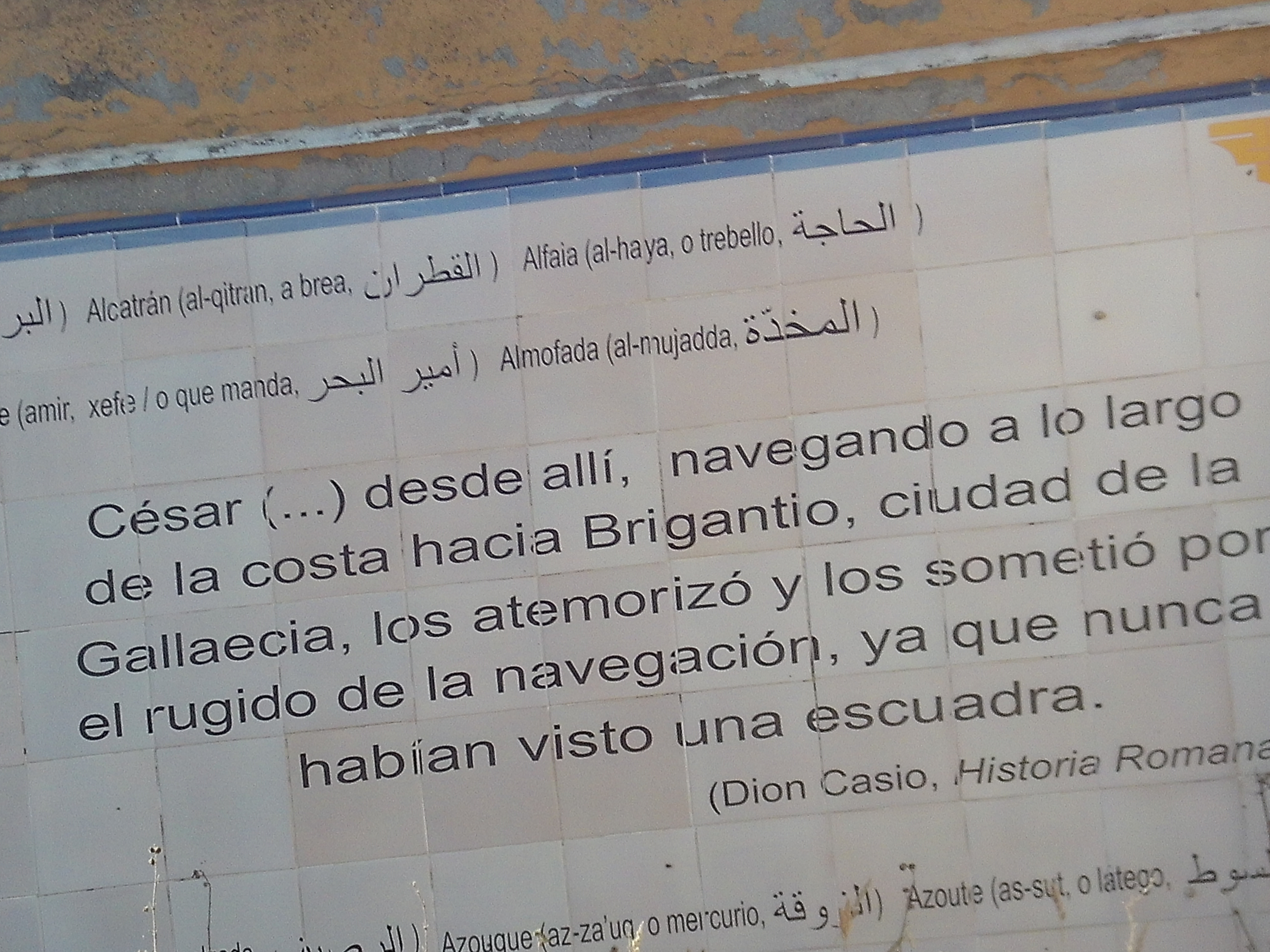
Fragmento de la Historia romana de Dion Casio situada en la Casa de las Palabras (La Coruña), Galicia, España en la que se menciona la llegada de los romanos a la ciudad.

1. Libros I–XXXV (Fragmentos). 2004. ISBN 9788424927288.
2. Libros XXXVI–XLV. 2004. ISBN 9788424927295.
3. Libros XLVI-XLIX. 2011. ISBN 9788424919535.
4. Libros L-LX. 2011. ISBN 9788424920968.

- Dion Casio. Historia Romana: Epítomes. Traducción de A. Duarte Sánchez. Murcia, 2015.

1. Libros LXI a LXX.
2. Libros LXXI a LXXX.